# Tribuna (oratoria)

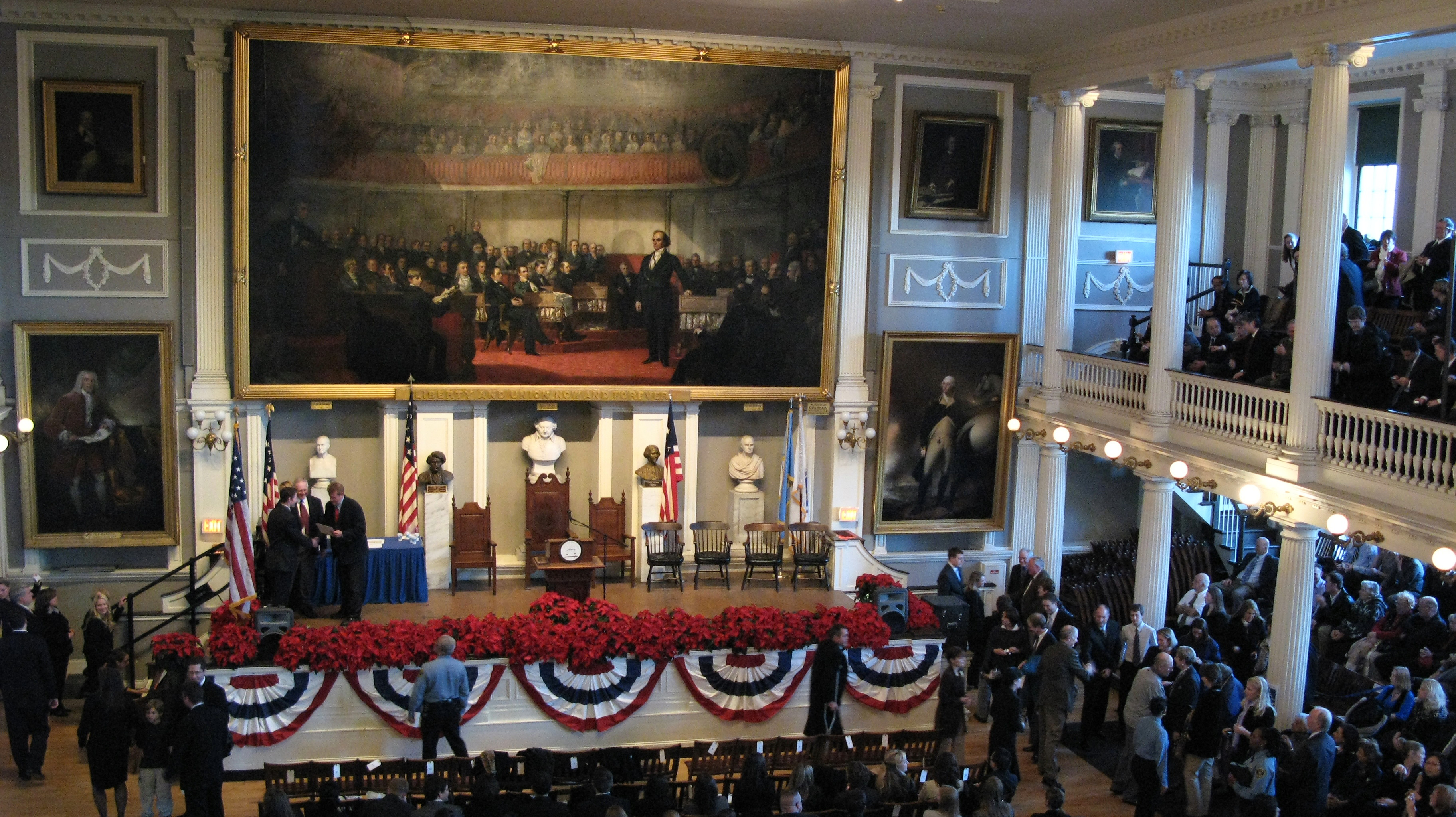
Tribuna

Se llama tribuna al lugar o tablado desde el que se pronuncia un discurso. 
Entre los Romanos era un lugar alto destinado a arengar al pueblo en los templos y en la plaza. En la baja latinidad le llamaron tribuna y alguna vez tribunal. 
En Atenas había también otro puesto a donde subían los Embajadores para decir su comisión. En España se llama tribuna a un lugar elevado y a modo de coro o balcón que mira a la Iglesia y para arengar o decir alguna cosa al pueblo se usa del púlpito o del coro. Algunos dan el nombre de sujesto al paraje que sirve para estas oraciones, avisos o arengas.